# Tour della nazionale maschile di rugby a 15 dell'Italia 1988-1989
Nel periodo del capodanno 1989 la nazionale italiana di rugby si recò in tournée nell'isola d'Irlanda.
Il tour 1988-89 fu destinato ad entrare a far parte della storia del rugby italiano: gli Azzurri, di fatti, affrontarono per la prima volta una rappresentativa delle Home Nations in un incontro internazionale ufficiale per entrambe le federazioni nazionali.
La trasferta in Irlanda fu intrapresa tra la fine del dicembre 1988 e l'inizio del gennaio 1989. Oltre al test match in programma con la nazionale irlandese, la nazionale azzurra disputò due partite non ufficiali come Italia XV contro una selezione irlandese Under-25 ed una selezione dei migliori giocatori dalle quattro provincie rugbistiche dell'isola (Connacht, Leinster, Munster ed Ulster), denominata Combined Provinces of Ireland.
L'Italia, allenata dal tecnico Loreto Cucchiarelli e capitanata da Guido Rossi, disputò il primo match il 28 dicembre al Ravenhill Stadium di Belfast, perdendo 16-21 contro una formazione dell'Irlanda Under-25. Dopo il primo incontro preparatorio, il 31 dicembre al Lansdowne Road di Dublino la nazionale affrontò l'Irlanda, cedendo 15-31. La partita conclusiva del tour, giocata il 3 gennaio al Musgrave Park di Cork, fu anche l'unica vittoria azzurra: l'Italia XV si impose di misura sulle Combined Provinces con il punteggio di 15-14.

## Risultati

### Iltest match
| Arbitro: | R. J. Megson |

|                                                |      |                         |
| Crossan 4’, 65’ Matthews 18’, 62’ Aherne 40+1’ | mt   | 70’ Brunello            |
| Cunningham 65’                                 | tr   | 70’ Troiani             |
| Danaher 33’, 37’                               | c.p. | 23’, 31’, 80+2’ Troiani |
| Dean 80’                                       | drop |                         |

### Gli altri incontri
| Data             | Incontro                       | Risultato | Sede                       |
| ---------------- | ------------------------------ | --------- | -------------------------- |
| 28 dicembre 1988 | Irlanda Under-25 ― Italia XV   | 21-16     | Ravenhill Stadium, Belfast |
| 3 gennaio 1989   | Combined Provinces ― Italia XV | 14-15     | Musgrave Park, Cork        |